# 라킨스크

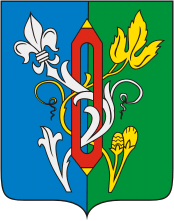
시 문장

라킨스크(러시아어: Лакинск)는 러시아 블라디미르주 중부에 위치한 도시로, 인구는 17,086명(2002년 기준)이다. 클랴지마 강 좌안과 접하며 블라디미르(블라디미르 주의 주도)에서 남서쪽으로 32km 정도 떨어진 곳에 위치한다.
15세기 말 운돌(Ундол)이라는 작은 마을이 있었다고 전해지며 1889년 방적 공장과 직물 공장이 들어서면서부터 크게 발전했다. 1927년 노동자 촌락으로 승격되었고 도시 이름도 당시 소련 공산당 블라디미르 주 대표 이름을 따서 지은 라킨스키(Лакинский)로 변경된다. 1969년 시 승격과 함께 도시 이름을 라킨스크로 변경했다.